# Perutnina Ptuj

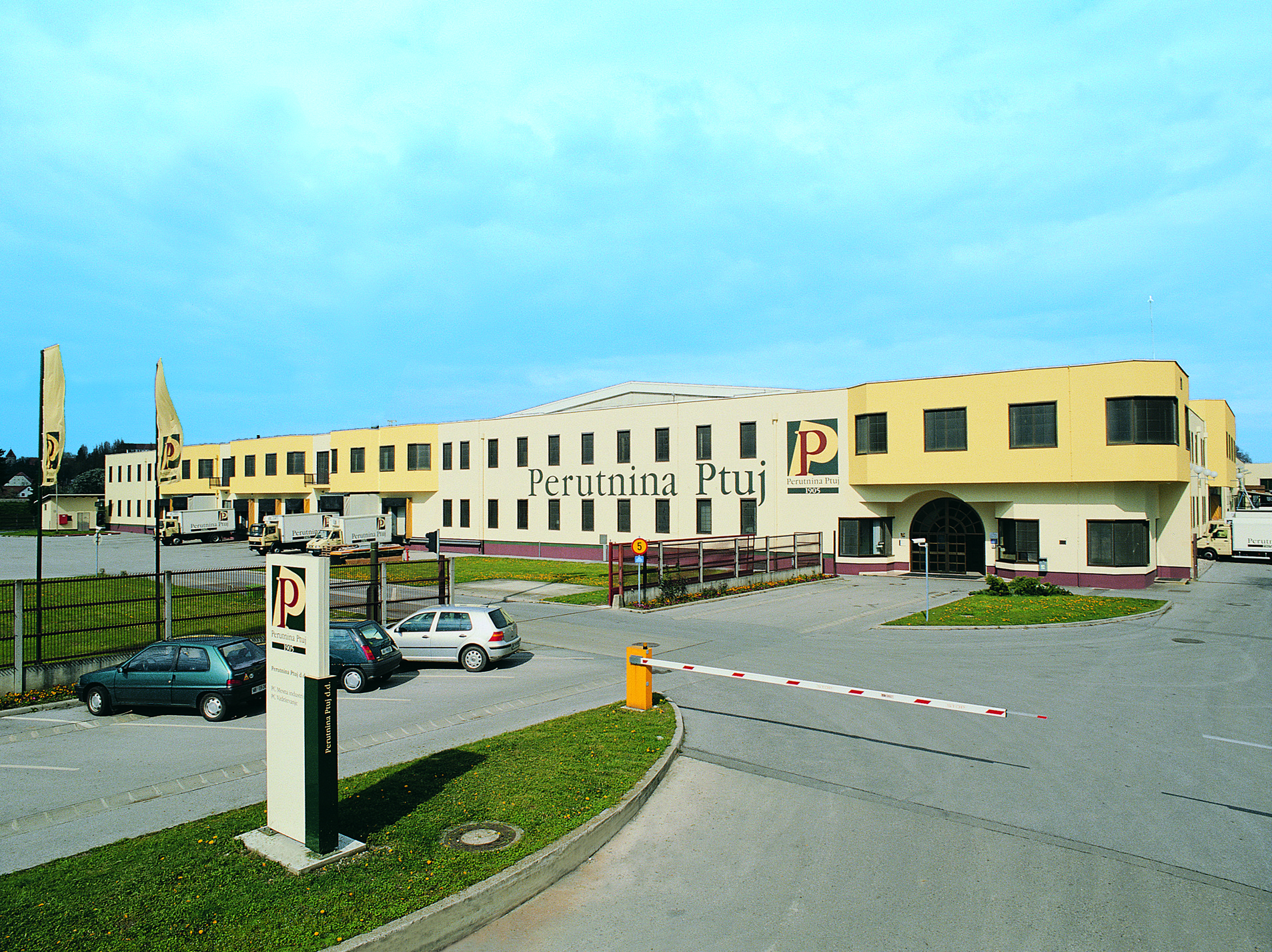
Standort in Ptuj

Perutnina Ptuj ist ein Geflügelproduzent aus Slowenien mit Sitz in Ptuj. Das Unternehmen beschäftigt rund 3700 Mitarbeiter und unterhält sieben Produktionswerke (in Slowenien, Kroatien, Serbien, Bosnien und Herzegowina) und drei Handelsgesellschaften (in Österreich, Rumänien und Mazedonien). Es bewirtschaftet 4000 Hektar.

## Geschichte
1905 eröffnete Valentin Reinhard aus der Steiermark in Ptuj eine Rückkaufsstation für Geflügel. 1930 begann die Firma Reinhard, im gesamten Königreich Jugoslawien mit Geflügel, Eiern und Wild zu handeln. Die Reinhard Company exportierte 1935 Güter für 14 Millionen Din. 1939 übernahm Hinko Škerget aus Maribor die Geschäftsführung.
1960 begann der Bau der ersten eigenen Geflügelfarmen. 1966 wurde Perutnina in Mesokombinat Perutnina Ptuj umbenannt und in sieben Geschäftseinheiten und gemeinsame Dienste organisiert und die Landwirtschaftliche Genossenschaft Hajdina gegründet, die zu einer Kooperationsanlage wurde.
1974 produzierte Perutnina die erste gekochte Hühnerwurst. Die erste Ausgabe der Zeitung Ptujski Poultryman wurde 1977 veröffentlicht. Die Trnovci-Farm beherbergte zum ersten Mal 46.000 Lagen. 1980 wurde das Geschäftszentrum in Ptuj errichtet. Aus der Produktion wurden 1989 Groudon Plue–Koketas auf den Markt gebracht.
1992 wurde Roman Glaser zum Präsidenten der Gesellschaft Perutnina Ptuj ernannt. Die Genossenschaft Perutninska zadruga Ptuj wurde gegründet.
Im Zuge der Eigentumsumwandlung wandelte sich Perutnina Ptuj 1997 von einem Unternehmen in sozialem Besitz in eine Aktiengesellschaft um. Der Generaldirektor von Perutnina Ptuj, Roman Glaser, erhielt von der Industrie- und Handelskammer Sloweniens eine Anerkennung für besondere Leistungen bei der Entwicklung der Wirtschaft und für Perutnina Ptuj. In Nova Gorica und Maribor organisierte das Unternehmen Symposien zum Thema Ernährung im modernen Lebensstil. Der Schlachthof für große Tiere wurde modernisiert. Perutnina Ptuj eröffnete ein neues Verkaufs- und Lagerzentrum in Ljubljana.
Der slowenische Präsident Milan Kučan eröffnete 2000 die Verarbeitungsanlage in Perutnina, den bedeutendsten Teil des Unternehmens für die Fertigstellung von Geflügelfleischprodukten. Perutnina Ptuj und Agrokomerc Velika Kladuša unterzeichneten ein Abkommen zur Gründung des Joint Ventures Perutnina Agrokomerc.
Perutnina Ptuj übernahm 2002 Kmetijski kombinat Ptuj und wurde zum größten landwirtschaftlichen Unternehmen des Landes. Das Gemeinschaftsunternehmen Perutnina Ptuj d.o.o. B.H. Sarajevo nahm 2004 den Betrieb in Sarajevo auf. 2006 zählte das Unternehmen knapp 2.400 Mitarbeiter.  2008 wurde die Perutnina Austria GmbH gegründet.
Perutnina Ptuj gründete 2010 ein Unternehmen in Mazedonien und eröffnete in Čakovec eine Lebensmittelproduktionslinie. PP Topiko Bačka Topola führte nach der Übernahme durch Perutnina Ptuj einen vertikalen Reproduktionsprozess ein und wurde auch einer der zehn größten slowenischen Investoren in Serbien. 2012 investierte das Unternehmen bei PP Agro in die Trocknungs- und Transportkapazitäten. 2015 erfolgte eine Kapitalerhöhung des Unternehmens von SIJ in Höhe von 40 Millionen Euro. Es zählt zu den größten Lebensmittelherstellern Südosteuropas. Im September 2018 wurde bekannt, dass Perutnina Ptuj von der Agro-Unternehmensgruppe MHP SE mit Hauptsitz in der Ukraine übernommen werden soll. Am 1. März 2019 wurde die Übernahme firmenintern bestätigt.

## Sportsponsoring
Von 2002 bis 2011 war Perutnina Ptuj Hauptsponsor des gleichnamigen Radsportteams.